# Vila Nova da Barquinha
Vila Nova da Barquinha (también conocida por la forma sincopada de Barquinha)[cita requerida] es una villa portuguesa perteneciente al distrito de Santarém, región Centro y comunidad intermunicipal de Medio Tejo, con cerca de 3500 habitantes. Pertenecía a la antigua provincia de Ribatejo y aún es considerada como una localidad ribatejana.

## Geografía
Es sede de un pequeño municipio con 48,95 km² de extensión y 7019 habitantes (2021), subdividido en cuatro freguesias. El municipio limita al norte con Tomar y Abrantes, al este con Constância, al sur con Chamusca, al sudoeste con Golegã, al oeste con Entroncamento y al noroeste con Torres Novas.
El origen del municipio procede del año 1836, mediante desmembramiento del antiguo municipio de Atalaia.

## Organización territorial
El municipio de Vila Nova da Barquinha está formado por cuatro freguesias:
- Atalaia
- Praia do Ribatejo
- Tancos
- Vila Nova da Barquinha

## Demografía
| Gráfica de evolución demográfica de Vila Nova da Barquinha entre 1864 y 2021 |
|                                                                              |
| Datos según el nomenclátor publicado por el INE portugués.                   |

## Monumentos y lugares de interés
- Castillo de Almourol, monumento nacional, situado en la parroquia (freguesia) de Praia do Ribatejo, en una isla del río Tajo.